# Tylopilus formosus
Tylopilus formosus är en svampart som beskrevs av G. Stev. 1962. Tylopilus formosus ingår i släktet Tylopilus och familjen Boletaceae.   Inga underarter finns listade i Catalogue of Life.

## Källor

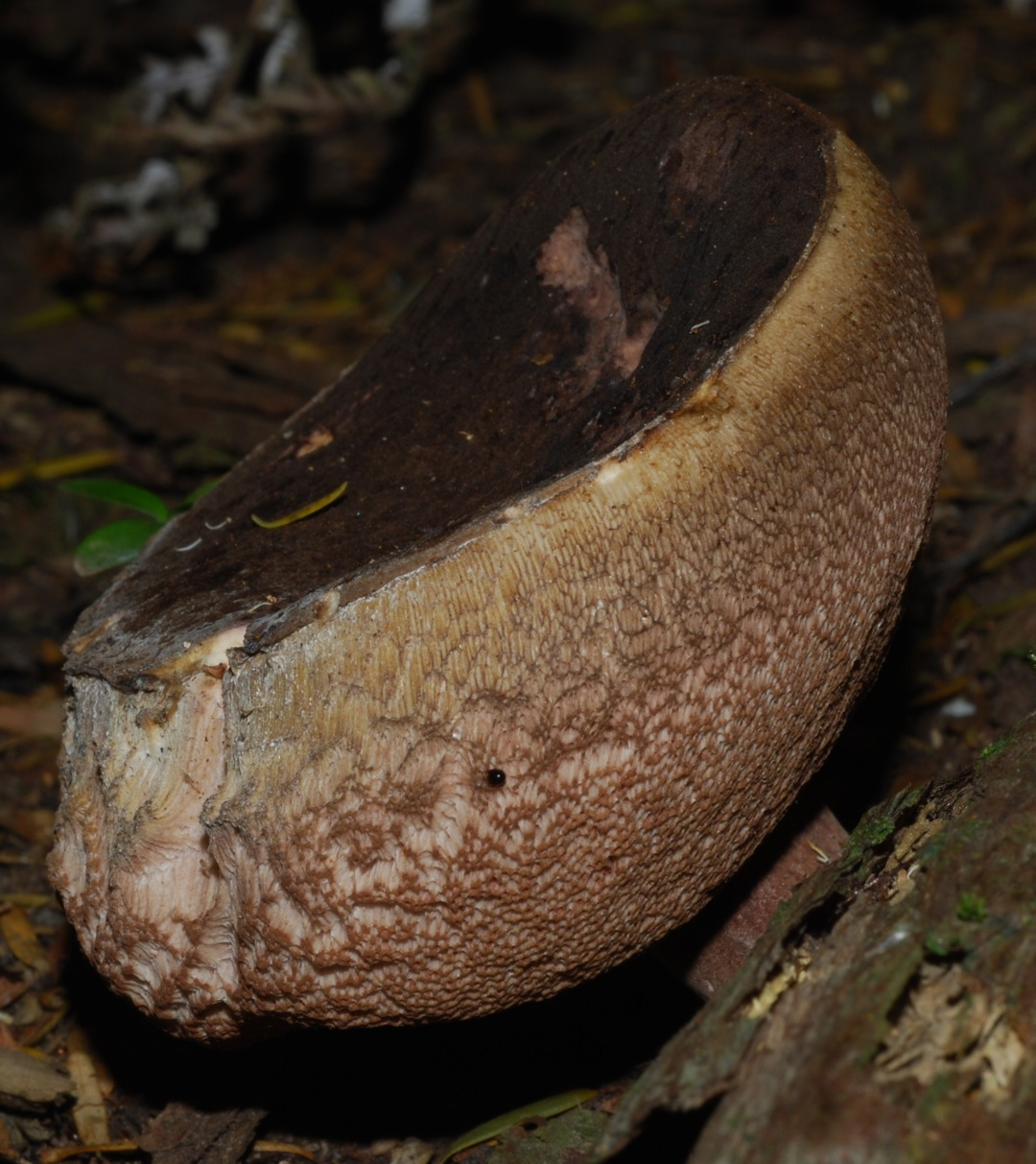
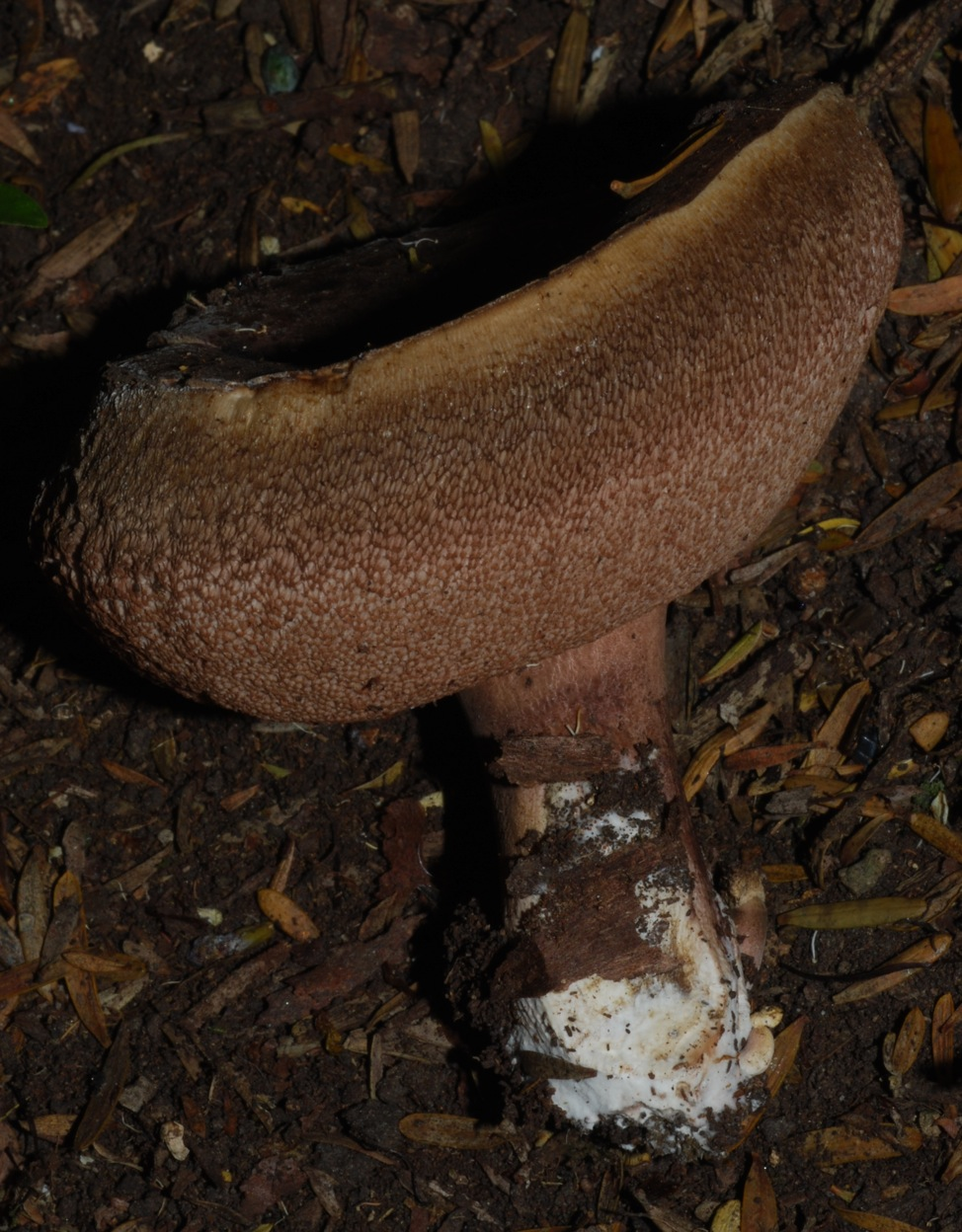